# Bobby, Boy Scout
Bobby, Boy Scout è un cortometraggio muto del 1917 diretto da J. Raymond Kennedy.

## Produzione
Il film fu prodotto dalla Vitagraph Company of America.

## Distribuzione
Distribuito dalla Greater Vitagraph (V-L-S-E), il film uscì nelle sale cinematografiche statunitensi il 1º settembre 1917.